# Archibald Stewart, 1. Baronet (of Blackhall)
Sir Archibald Stewart, 1. Baronet (* um 1635; † um 1722) war ein schottisch-britischer Adliger und Politiker.

## Leben
Stewart entstammte einer Nebenlinie des Clan Stewart, die auf Sir John Stewart of Ardgowan, einen unehelichen Sohn König Roberts III. von Schottland zurückgeht. Stewart war der zweite Sohn des John Stewart († vor 1658), aus dessen 1633 geschlossener Ehe mit Mary Stirling, Tochter des Sir James Stirling († 1614). Sein Vater war der Sohn und Erbe des Sir Archibald Stewart († 1665), Laird von Blackhall bei Paisley in Renfrewshire. Stewart beerbte 1658 seinen kinderlosen älteren Bruder John Stewart sowie 1665 seinen Großvater.
1667 war er als Shire Commissioner für Renfrewshire Mitglied des schottischen Parlaments. Am 27. März 1667 wurde ihm in der Baronetage of Nova Scotia der erbliche Adelstitel eines Baronet, of Blackhall in the County of Renfrew, verliehen.
Da er seinen ältesten Sohn John überlebte, erbte bei seinem Tod um 1722, dessen ältester Sohn Archibald seinen Adelstitel.

## Ehen und Nachkommen
Er heiratete mit Ehevertrag vom 12. März 1659 in erster Ehe Ann Craufurd, Tochter und Coerbin des Sir John Craufurd, 1. Baronet (um 1729–1797). Mit ihr hatte er mindestens vier Kinder:
- John Stewart († 1713), Advocate, 1700–1704 Parlamentsmitglied für Renfrewshire;
- Walter Steuart, Laird von Steuart Hall bei Stirling in Stirlingshire, 1720–1721 Solicitor General for Scotland;
- Margaret Stewart, ⚭ John Brisbane, Laird von Brisbane bei Largs in Ayrshire;
- ein weiterer Sohn starb jung.

In zweiter Ehe heiratete er Agnes Dalmahoy (* 1648), Tochter des Sir Alexander Dalmahoy, of that Ilk. Die Ehe blieb kinderlos.
In dritter Ehe heiratete er Mary Douglas. Mit ihr hatte er eine Tochter:
- Agnes Stewart (* 1698), ⚭ 1730 Robert Bogle (* 1690), 3. Laird von Shettleston.